# Р-17
Р-17 (индекс ракеты 8К14, по классификации МО США и НАТО SS-1c Scud B, экспортное обозначение R-300, неофициально «керосинка») — советская жидкостная одноступенчатая баллистическая ракета на долгохранимых компонентах топлива, входящая в ракетный комплекс оперативно-тактического назначения 9К72 «Эльбрус».

## История
Попытки дальнейшей модернизации ракет Р-11М (проект Р-11МУ, индекс ГРАУ 8К12) показали нецелесообразность использования вытеснительной системы подачи топлива для повышения удельной тяги двигателя (с целью увеличения дальности ракеты свыше 150 км при массе полезной нагрузки не менее 900 кг). Малый запас тяги двигателя не позволял повышать запас компонентов ракетного топлива (а значит и общую массу ракеты), при этом дальнейшее повышение давления в баках также было невозможным из-за достижения предельного значения.
Наилучшим вариантом решения проблемы было использование двигателя с турбонасосной системой подачи топлива. Кроме того, турбонасосный агрегат обеспечивал лучшую «управляемость» двигателя (за счёт точной регулировки тяги), а значит появилась реальная возможность повысить точность ракеты (по дальности).
К 1957 году в ОКБ-3 НИИ-88 главного конструктора Д. Д. Севрука был разработан ЖРД с ТНА С3.42, который мог быть использован в ракетах с габаритами Р-11, при этом гарантировал достижение максимальной дальности около 240 км.
По предложению инициативной группы главным конструктором СКБ-385 В. П. Макеевым было принято решение подготовить до 10 января 1958 г. проектный чертеж компоновки, пневмогидравлическую схему и основные расчеты новой ракеты. В ОКБ-1 С. П. Королев поддержал этот проект, благодаря чему эта идея также нашла поддержку и в Главном артиллерийском управлении (ГАУ). Постановлением ЦК КПСС и правительства № 378—181 от 1 апреля 1958 г. СКБ-385 поручалась разработка ракеты Р-17 (с турбонасосной системой подачи топлива) с дальностью стрельбы от 50 до 240 км.
Новой ракете Р-17 в ГАУ был присвоен индекс 8К14. Ведущий конструктор — Ю. Бобрышев. Ведущим по изделию от МО назначен подполковник А. В. Титов, а по системе управления подполковник П. В. Захаров.
Разработчиками основных систем Р-17 от смежных организаций промышленности были назначены:
- по бортовой системе управления — главный конструктор НИИ-592 Н. А. Семихатов;
- по двигателю (С3.42) на первом этапе летных испытаний — главный конструктор ОКБ-3 НИИ-88 Д. Д. Севрук;
- по двигателю (С5.2) со второго этапа летных испытаний — главный конструктор ОКБ-5 А. М. Исаев;
- по гироскопическим приборам (1СБ9, 1СБ10, 1СБ12) главный конструктор НИИ-944 В. И. Кузнецов;
- по разрывному заряду и обычному снаряжению головной части (8Ф44) — НИИ-6;
- по спецзаряду и комплекту электроавтоматики ГЧ 8Ф14 — научный руководитель НИИ-1011 МСМ Ю. Б. Харитон, главный конструктор С. Г. Кочарянц;
- по комплексу наземного оборудования — главный конструктор ГСКБ В. П. Петров;
- по приборам прицеливания (8Ш18) — главный конструктор завода 784 Киевского СНХ С. П. Парняков;
- по стартовому агрегату на гусеничном ходу (2П19) — главный конструктор ОКБТ Ленинградского Кировского завода Ж. Я. Котин;
- по стартовому агрегату на колесном ходу (2П20) — главный конструктор ЦКБ ТМ Н. А. Кривошеин.

Для ускорения процесса разработки комплекса массогабаритные характеристики новой ракеты были выбраны близкими к Р-11М. Таким образом обеспечивалась возможность частично использовать в составе нового комплекса агрегаты наземного оборудования от ракеты 8К11 (однако потребовалась выполнить определённые доработки).
Несмотря на внешнюю схожесть Р-17 с Р-11М, конструктивно эти ракеты имеют мало общего: фактически была полностью изменена компоновочная схема, разработана более совершенная система управления, использована принципиально иная пневмогидравлическая система, метод заправки компонентами ракетного топлива и прочее.
В процессе работы над ракетой Р-17 в ОКБ-5 (во главе с главным конструктором А. М. Исаевым) был разработан новый двигатель с улучшенными характеристиками. Благодаря более высокой тяге нового двигателя удалось повысить максимальную дальность ракеты.
Первый испытательный пуск ракеты Р-17 состоялся на полигоне Капустин Яр (КапЯр) 12 декабря 1959 г.
На первом этапе разработки опытные образцы ракет изготавливались на Златоустовском машиностроительном заводе, однако на втором этапе летных испытаний изготовление изделий (а впоследствии и серийное производство) было передано на Воткинский механический завод (№ 385), который уже выпускал Р-11М (8К11).

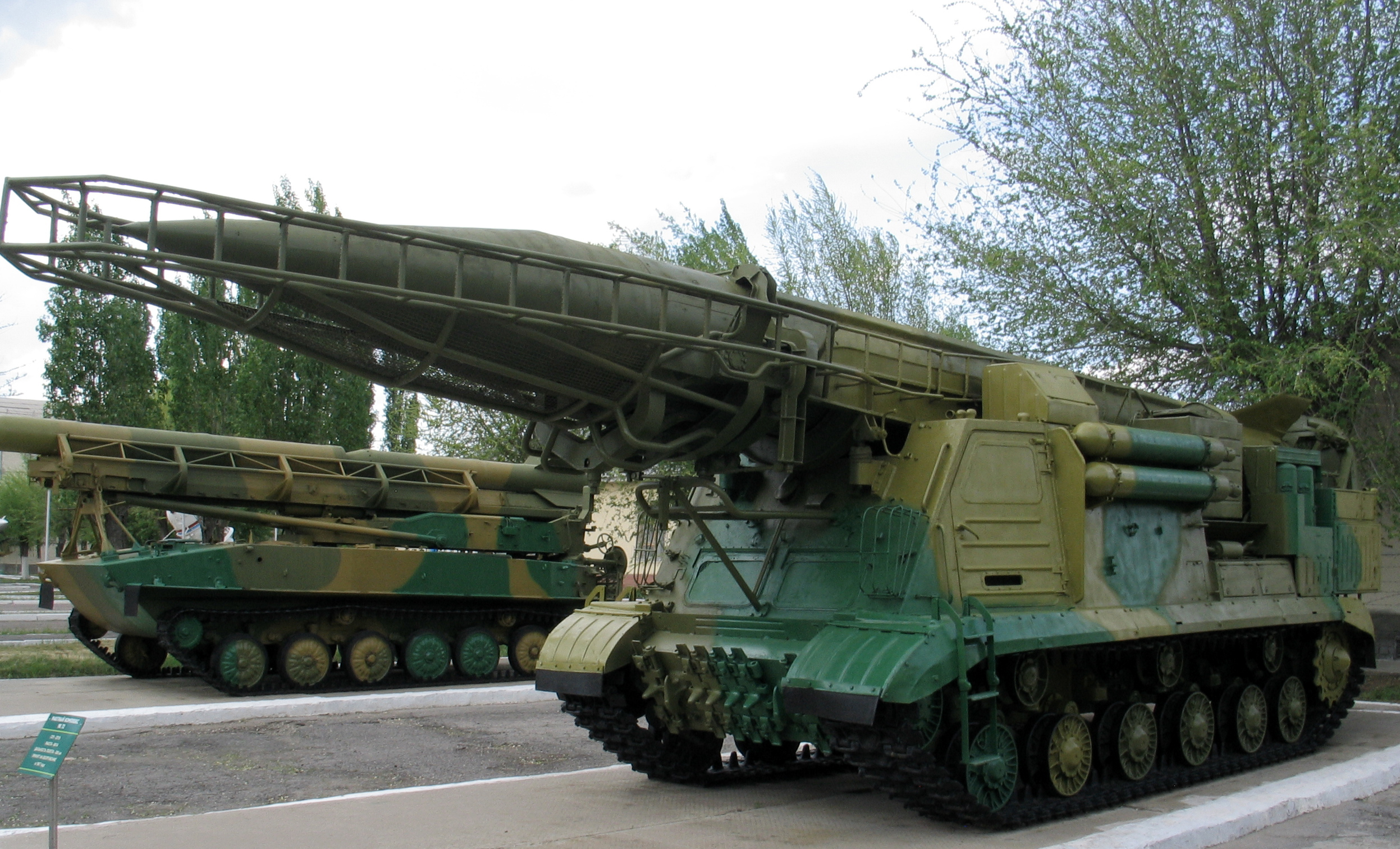
Пусковая установка 2П19 с ракетой 8К14 в музее полигона «Капустин Яр»

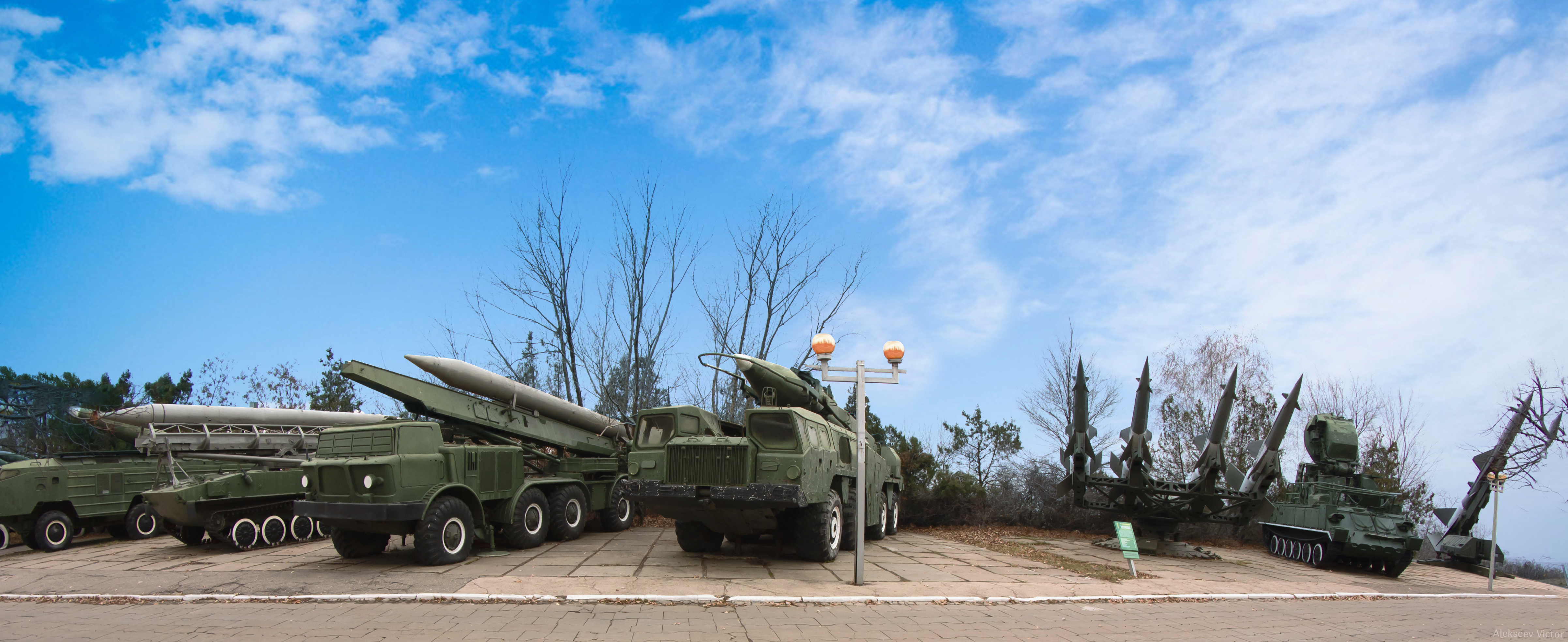
Ракетный комплекс 9К72 «Эльбрус» с одноступенчатой баллистической ракетой Р-17 (8К14) в парке Победы (Саратов)

На начальном этапе разработки ядерной боевой части предполагалось использовать в корпусе 8Ф14 заряд мощностью 5 килотонн (боевая часть 407А14), аналогичный тому, что использовался в авиабомбе 407Н, которая разрабатывалась в то же время. Однако впоследствии был разработан более мощный заряд (10 кт) с лучшими массогабаритными характеристиками (в первую очередь меньший по весу, благодаря чему удалось дополнительно увеличить дальность ракеты) и на вооружение была принята боевая часть 269А в том же корпусе (8Ф14).
Для транспортировки и запуска ракет было разработано гусеничное шасси 2П19 на базе ИСУ-152, внешне похожее на стартовый агрегат 2У218 ракеты Р-11М. Четыре гусеничных стартовых агрегата 2П19 с ракетами Р-17 приняли участие в военном параде по Красной площади 7 ноября 1961 г.
24 марта 1962 г. постановлением Совмина СССР ракета Р-17 была принята на вооружение Советской Армии.
Стартовый агрегат 2П20 на колесном шасси МАЗ-537 (разрабатываемый одновременно с гусеничным 9П19) испытания не выдержал и на вооружение принят не был. В 1967 году принята на вооружение пусковая установка 9П117 на четырёхосном самоходном шасси МАЗ-543П.
В 1960-х гг. были пересмотрены правила индексации вооружения с целью их упорядочения. Именно тогда ракетам перестали присваивать индекс «К», который заменили на индекс «М» (причём наименование комплекса от наименования ракеты стало отличаться только одной буквой). Однако для ракет, уже стоявших на вооружении (в том числе и 8К14), индексация осталась старой, но были присвоены новые индексы для ракетных комплексов (которые до этого отдельных индексов не имели).
Комплекс из ракеты 8К14 с комплектом оборудования и техники, обеспечивающей её эксплуатацию, получил индекс 9К72.
| Подъёмно-транспортное оборудование                         | Подъёмно-транспортное оборудование                                                                         |
| ---------------------------------------------------------- | --- |
| 2ТЗ (2ТЗМ, 2ТЗМ1)                                          | Грунтовая тележка (в комплекте с контейнером, термочехлом, сливным и дренажным соединением и переходником) |
| 9Ф21МА (9Ф21МУ), 2У662Д (2У662ДУ), 2У662М (2У662МУ), 9Ф223 | Машина-хранилище (для боевых частей в специальном снаряжении)                                              |
| ЗИЛ-157 (ЗИЛ-131)                                          | Автомашина (для перевозки боевых частей в обычном снаряжении)                                              |
| 8Т22, 9Т31М (9Т31М1)                                       | Кран |
| 9Т37                                                       | Комплект грузоподъёмных средств                                                                            |
| 9Т55А                                                      | Комплект такелажа                                                                                          |
| Заправочное оборудование                                   | |
| 2Г1У (2Г1), 9Г29                                           | Автозаправщик горючего                                                                                     |
| 8Г17М1, 9ГЗ0                                               | Автозаправщик окислителя                                                                                   |
| 8Т311 (8Т311М)                                             | Обмывочно-нейтрализационная машина                                                                         |
| 8ГЗЗУ, УКС-400В                                            | Компрессорная станция (в комплекте с индикатором влажности 8Ш31)                                           |
| Испытательное оборудование                                 | |
| 2В11 (2В11М1)                                              | Машина горизонтальных испытаний (в комплекте с бензоэлектрическим агрегатом 8Н01)                          |
| 9В41 (9В41М)                                               | Машина автономных испытаний (в комплекте с бензоэлектрическим агрегатом 8Н01)                              |
| Пусковое оборудование                                      | |
| 9П117 (9П117М, 9П117М1)                                    | Стартовый агрегат с комплектом приборов наведения 8Ш18                                                     |
| 2П19 (2П19М)                                               | Стартовый агрегат с комплектом приборов наведения 8Ш18                                                     |
| Вспомогательное оборудование                               | |
| 2Щ1 (2Щ1М2)                                                | Автомашина ЗИП                                                                                             |
| 2Т5                                                        | Ангарно-транспортная тележка (для арсеналов и баз)                                                         |
| 8Г27 (8Г27У, 8Г27К)                                        | Подогреватель воздуха                                                                                      |
| 8Ю11 (8Ю11У)                                               | Палатка утеплённая                                                                                         |
| 8Ю44 (8Ю44М)                                               | Полевая химическая лаборатория                                                                             |
| 9В292                                                      | Машина «Контроль» (метрологическая)                                                                        |
| 9Т114                                                      | Тележка для авиатранспортировки (боевых частей в штатном контейнере)                                       |

Базовая модель Р-17 предназначалась в первую очередь для использования с ядерными боевыми частями, так как недостаточная точность не гарантировала эффективности применения фугасных боевых частей (Боевые части 8Ф44 выпускались в меньших объёмах, чем ЯБЧ, и шли в первую очередь на экспорт в комплекте с ракетами Р-17Э).
Позже для комплекса 9К72 были созданы химические боевые части, для которых была разработана модификация ракеты 8К14-1 (которая постепенно заменила базовую модификацию 8К14). Соответственно модернизировались и пусковые установки.
В процессе эксплуатации комплекса 9К72 Заказчиком (Министерством обороны) неоднократно ставились вопросы о необходимости модернизации для повышения его боевой эффективности. С этой целью выполнялись соответствующие НИОКР и предпринимались попытки разработки новых модификаций комплекса (к примеру, 9К73 — с облегченной пусковой установкой, транспортируемой вертолётом, 9К77 — с повышенной дальностью, 9К72-1 — с отделяемой боевой частью, управляемой на конечном участке траектории с помощью оптической головки самонаведения и другие). Однако ни одна из этих модификаций на вооружение принята не была.
В 1995, 2001 и 2002 гг. при отработке противоракетного комплекса С-300 и его модификаций в качестве мишеней использовались серийные боевые ракеты 8К14.

## Конструкция
| Длина изделия от опорных пят до вершины головной части          | 11 164 мм                                              |
| Диаметр корпуса изделия                                         | 880 мм                                                 |
| Размах по стабилизаторам                                        | 1810 мм                                                |
| Вес незаправленного изделия с головной частью 269А              | 2076 кг                                                |
| Вес полностью заправленного изделия с головной частью 269А      | 5862 кг                                                |
| Вес незаправленного изделия с головной частью 8Ф44              | 2074 кг                                                |
| Вес полностью заправленного изделия с головной частью 8Ф44      | 5860 кг                                                |
| Двигатель 9Д21                                                  | Жидкостный, реактивный                                 |
| Подача компонентов топлива в двигатель                          | Турбонасосным агрегатом, работающим от газогенератора  |
| Способ раскрутки ТНА                                            | От пороховой шашки                                     |
| Компоненты топлива двигателя:                                   |                                                        |
| горючее пусковое                                                | ТГ-02                                                  |
| горючее основное                                                | ТМ-185                                                 |
| окислитель                                                      | АК-27И                                                 |
| Способ зажигания компонентов топлива                            | Химический (самовоспламенение)                         |
| Заправка изделия компонентами топлива:                          |                                                        |
| окислителем                                                     | В горизонтальном положении изделия                     |
| основным горючим                                                | В горизонтальном положении изделия                     |
| пусковым горючим                                                | В вертикальном положении изделия на стартовом агрегате |
| Характер заправки                                               | Объемно-весовой                                        |
| Заправочный вес топлива и сжатого воздуха при температуре +15°С | 3786 кг                                                |
| В том числе:                                                    |                                                        |
| вес окислителя АК-27И                                           | 2919 кг                                                |
| вес горючего ТМ-185                                             | 822 кг                                                 |
| вес пускового горючего ТГ-02                                    | 30 кг                                                  |
| вес сжатого воздуха                                             | 15 кг                                                  |
| Система управления                                              | Автономная инерциальная                                |
| Исполнительный элемент системы управления                       | Газоструйные рули                                      |
| Система аварийного подрыва                                      | Автономная                                             |
| Максимальная дальность                                          | 300 км                                                 |
| Минимальная дальность                                           | 50 км                                                  |
| Гарантированная дальность                                       | 275 км                                                 |

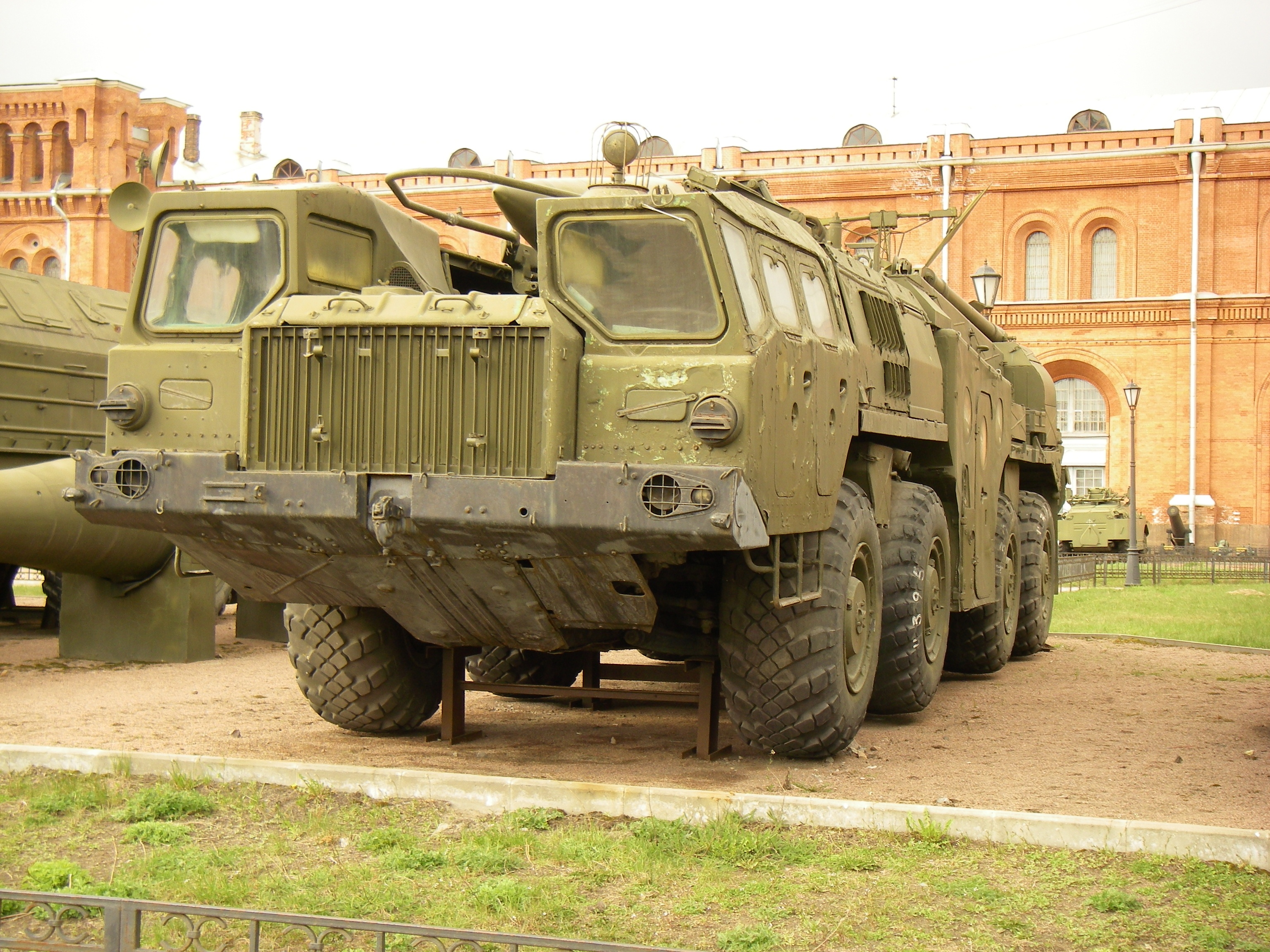
Пусковая установка 9П117 с ракетой 8К14 в Артиллерийском музее Санкт-Петербурга

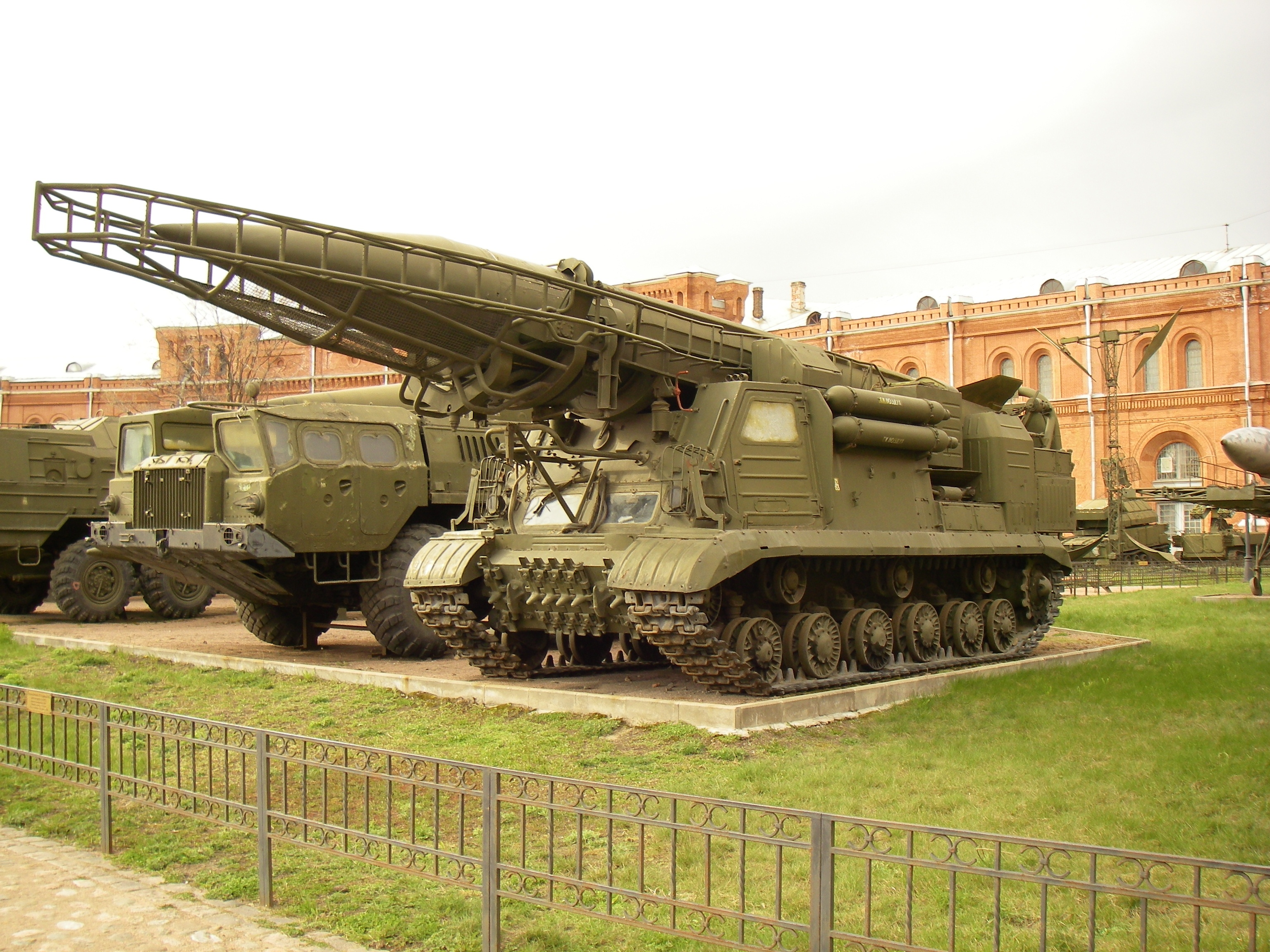
Пусковая установка 2П19 с ракетой 8К14 в Артиллерийском музее Санкт-Петербурга

В качестве основных компонентов топлива Р-17 использовала ТМ-185 (на основе нефтепродуктов: полимердистиллят — 56 %, лёгкое масло пиролиза — 40 %, трикрезол — 4 %) и АК-27И (на основе азотной кислоты). В качестве пускового горючего — ТГ-02 «Самин».
Имеет максимальную дальность 300 км. Ракеты могли нести как обычную фугасную, так и ядерную боевую часть (в 1960—1970-е гг. были разработаны во ВНИИТФ и приняты на вооружение пять образцов ЯБЧ мощностью 10, 20, 200, 300 и 500 кт).
Боевые части в химическом снаряжении (3Н8, 8Ф44Г и 8Ф44Г1) именовались «специальными боевыми частями», так как в СССР официально отрицалось наличие на вооружении химического оружия. Модификация ракеты 8К14-1 имела дополнительные трубопроводы для задействования ампульных батарей боевой части и дозаправки воздухом пневмоблока БЧ при подготовке к пуску. Передний стыковочный шпангоут, изготовленный не из дюралюминия, а из стали, обеспечивал возможность использования более тяжёлых боевых частей с «нестандартной» (с формой, отличающейся от конусной) геометрией, таких как 3Н8 (а впоследствии — 9Н78 с ГСН).
Кроме того, ракета 8К14-1 имела некоторые отличия в эксплуатации (в частности, имела газоструйные рули заводской установки, благодаря чему исключалась необходимость монтажных операций с рулями на технической позиции).
| Наименование                                                                     | Обозначение               |
| -------------------------------------------------------------------------------- | ------------------------- |
| Изделие                                                                          | 8000-0                    |
| Двигатель                                                                        | 9Д21                      |
| Гироплата (для установки гироприборов)                                           | 1СБ11                     |
| Счетно-решающий прибор автомата стабилизации                                     | 1СБ13М (1СБ13)            |
| Рулевая машина I                                                                 | 1СБ14                     |
| Рулевая машина II                                                                | 1СБ14                     |
| Рулевая машина III                                                               | 1СБ14                     |
| Рулевая машина IV                                                                | 1СБ14                     |
| Временной механизм (системы управления)                                          | 1СБ15                     |
| Коммутационная коробка (системы управления)                                      | 1СБ16                     |
| Отключающее устройство                                                           | С-229                     |
| Ампульная батарея (системы управления)                                           | 1СБ18М                    |
| Потенциометр I                                                                   | 9Б312                     |
| Потенциометр II                                                                  | 9Б312                     |
| Потенциометр III                                                                 | 9Б312                     |
| Потенциометр IV                                                                  | 9Б312                     |
| Бортовая кабельная сеть (системы управления)                                     | 1СБ20                     |
| БАПР-3 (коммутационный прибор системы АПР)                                       | 1СБ23                     |
| РВ-14 (блок высотных реле системы АПР)                                           | 1СБ24                     |
| Ампульная батарея системы АПР                                                    | 1СБ25М                    |
| Редуктор (воздушный)                                                             | 3210-ОА                   |
| Электропневмоклапан (воздушный)                                                  | 3250-0                    |
| Преобразователь напряжений                                                       | 1СБ47М                    |
| Прецизионный регулятор частоты                                                   | ПРЧ-З0Б                   |
| Сигнализатор давления СД1а (в магистрали наддува баков)                          | МСДУД 6А-5                |
| Сигнализатор давления СД1б (в магистрали наддува баков)                          | МСДУД 6А-5                |
| Сигнализатор давления СД2а (в баке горючего «Г»)                                 | МСДУД 6А-5                |
| Сигнализатор давления СД2б (в баке горючего «Г»)                                 | МСДУД 6А-5                |
| Сигнализатор давления СД3а (в баке окислителя «О»)                               | МСДУД 6А-5                |
| Сигнализатор давления СД3б (в баке окислителя «О»)                               | МСДУД 6А-5                |
| Пороховая шашка (запуска турбонасосного агрегата двигательной установки)         | ПП3-9Д21                  |
| Воспламенитель (пороховой шашки)                                                 | ВГ-10-9Д21                |
| Гирогоризонт                                                                     | 1СБ9                      |
| Гировертикант с боковым стабилизатором (гироинтегратором боковых ускорений)      | 1СБ10                     |
| Гироскопический интегратор продольных ускорений (автомата дальности)             | 1СБ12                     |
| Шланги (воздуха высокого давления, воздуха низкого давления, пускового горючего) | К18.179, К18.180, К18.181 |
| Комплект сменных кабелей (Ш37, Ш38)                                              | 1СБ21                     |
| Кабель ОШО/ОШО1 (системы обогрева боевой части)                                  | 0-10/К17.255              |
| Кабель К21 (системы АПР)                                                         | 0-20А/К17.255             |
| Комплект кабелей БКС АПР                                                         | 1СБ26                     |
| Гермоукупорка                                                                    | 9Я31                      |
| Графитированный руль I                                                           | 0100-ОА/8А61              |
| Графитированный руль II                                                          | 0100-ОА/8А61              |
| Графитированный руль III                                                         | 0100-ОА/8А61              |
| Графитированный руль IV                                                          | 0100-ОА/8А61              |

В странах, выпускавших 8К14 по лицензии, проводились разработки по увеличению дальности ракеты (в основном за счёт уменьшения веса боевой части. В частности, в КНДР была разработана модификация, в которой за счёт снижения боевой нагрузки была увеличена ёмкость топливных баков и, соответственно, выросла дальность полёта ракеты. В то же время точность ракеты ухудшилась почти в два раза по сравнению с советским оригиналом. Западным разведкам было известно про работы по увеличению дальности ракеты Р-17, которые выполнялись в СССР, и ошибочно предполагалось, что комплекс с увеличенной дальностью (9К77) поступил на вооружение советской армии. Все разработки модификаций Р-17 с увеличенной дальностью в западной литературе получили обозначение Scud-С.
Дальнейшее развитие модели известно также под корейским названием «Нодон-1» («Труд-1»). Первое успешное испытание проведено КНДР в 1993 г. с улучшенной точностью стрельбы. Данная модификация часто фигурирует в зарубежных источниках под обозначением Scud-D (также как 9К72-1 с ГСН, разработанная в СССР по проекту «Аэрофон»). Данные обозначения не являются официальными и в различных источниках могут использоваться неточно. Кроме того, существует значительное количество модификаций 8K14 даже в рамках указанных серий, в связи с чем приведённые ниже данные по ним следует считать ориентировочными.
В СССР проводились работы (ОКР «Аэрофон») по повышению точности ракетного комплекса путём создания отделяемой управляемой боевой части в обычном снаряжении 9Н78 (массой 1017 кг) с оптической головкой самонаведения 9Э423 (ракета 8К14-1 состыкованная с боевой частью 9Н78 получила индекс 8К14-1Ф). На пусковые установки устанавливался комплект сопряжения 9Ф59. Доработанный ракетный комплекс, доукомплектованный машиной подготовки данных 9С751, машиной ввода данных 9С752, машиной регламентного обслуживания 9В948, комплектом арсенального оборудования 9Ф820 и пр., получил наименование 9К72-1 (некоторые источники ошибочно указывают индекс 9К72О, где «О» — оптический).
Максимальная дальность для ракеты 8К14-1Ф составляла 235 км, а точность — 50-100 м (в зависимости от масштаба аэрофотоснимков, используемых при подготовке эталона).
Комплекс был принят в опытно-войсковую эксплуатацию (приказ МО СССР № 026 от 1990 года), однако на вооружение принят не был (ввиду неудовлетворительной точности в условиях недостаточной видимости и сильной зависимости от других условий).

### Сравнительные ТТХ
|                        | Р-11                        | Р-11М                       | Р-17                        | Р-17М? (9К77) «Эль Хуссейн» | Р-17ВТО (9К72-1)            | «Эль Аббас» |
| ---------------------- | --------------------------- | --------------------------- | --------------------------- | --------------------------- | --------------------------- | ----------- |
| Страна                 | Флаг СССР                   | Флаг СССР                   | Флаг СССР                   | Флаг СССР · Флаг Ирака      | Флаг СССР                   | Флаг Ирака  |
| Индекс ГРАУ            | 8А61                        | 8К11                        | 8К14, 8К14-1                | 9М77                        | 8К14-1Ф                     |             |
| Код НАТО               | SS-1A                       | SS-1B Scud A                | SS-1C Scud B                | SS-1D Scud C                | SS-1E Scud D                | ?           |
| Длина, м               | 10,424                      | 10,5                        | 11,164                      |                             | 12,29                       |             |
| Диаметр, м             | 0,88                        | 0,88                        | 0,88                        | 0,88                        | 0,88                        | 0,88        |
| Взлётная масса, кг     | 5350                        | 5400                        | 5862                        |                             | 5900                        |             |
| Полезная нагрузка, кг  | 690                         | 950                         | 989                         | 735?                        | 1017                        | 485?        |
| Двигательная установка | Одноступенчатая, жидкостная | Одноступенчатая, жидкостная | Одноступенчатая, жидкостная | Одноступенчатая, жидкостная | Одноступенчатая, жидкостная |             |
| Дальность стрельбы, км | 270                         | 150                         | 300                         | 550                         | 235                         | 850?        |
| КВО, м                 | 3000                        | 3000                        | 450                         | ?                           | 50                          | ?           |

## Организационно-штатная структура
Р-17 сводились в ракетных бригадах окружного либо армейского подчинения и имели в своём составе 3 дивизиона по 3 батареи каждый с 1 СПУ в гусеничной версии. Всего 9 СПУ (самоходная пусковая установка), до 500 автомашин специального и общего назначения, 800 человек личного состава, из них 243 человека обслуживало сами СПУ.
Бригады, имевшие колёсную СПУ 9П117 на базе шасси МАЗ-543, могли иметь дивизионы как 3-х батарейного, так и 2-х батарейного состава (по 2 СПУ в батарее), но при этом, число дивизионов могло быть 4 и более.

## Боевое применение

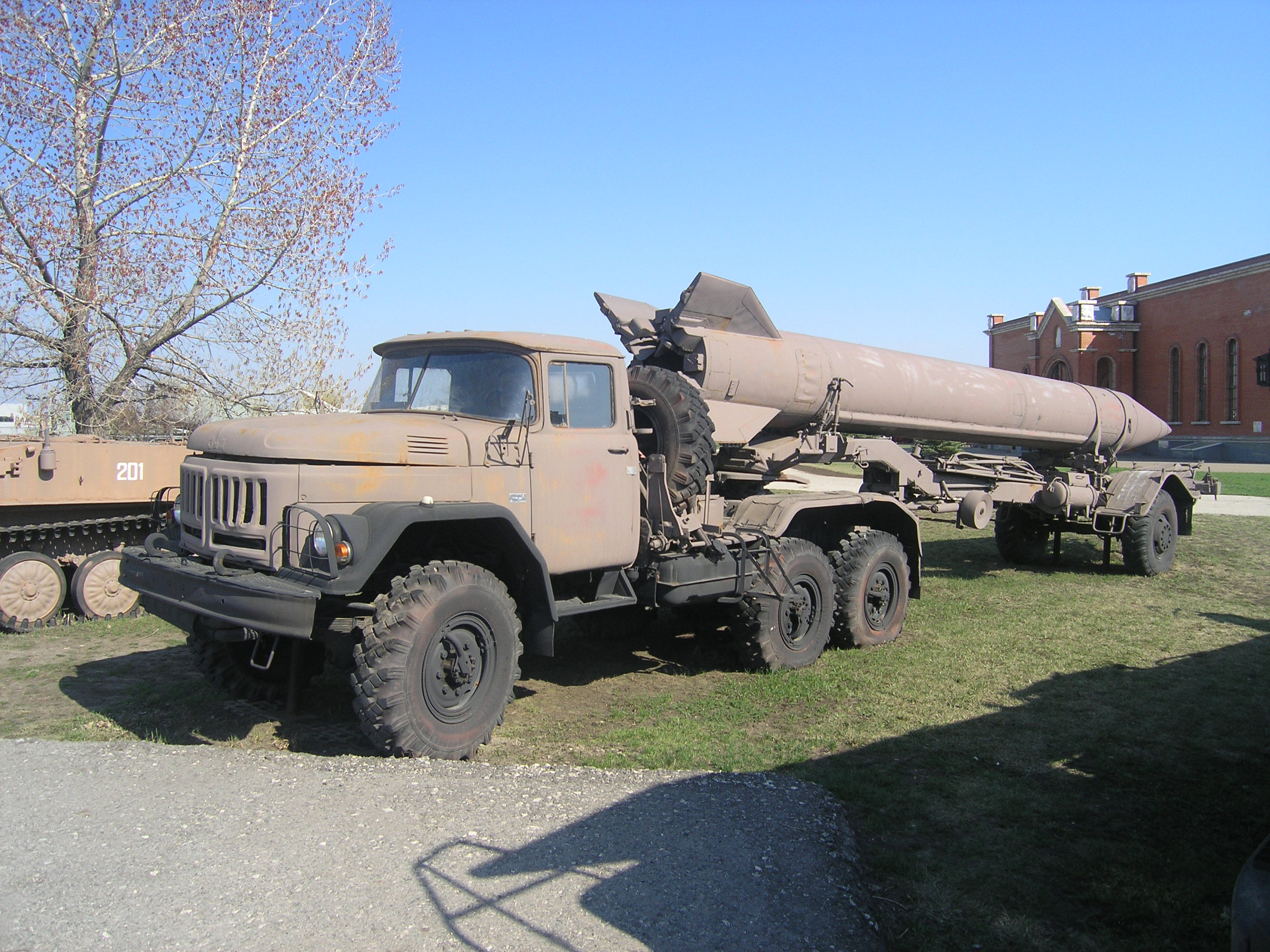
Грунтовая тележка 2Т3М1 на базе седельного тягача ЗиЛ-131В с макетом ракеты

Р-17, принятая на вооружение в 1962 году, после укомплектования ею ракетных бригад сухопутных войск СССР, армий стран-участниц Варшавского договора и др. соц. стран, активно поставлялась на экспорт в безъядерном варианте (в Китай ракета не поставлялась в связи с ухудшением советско-китайских отношений). Экспортная Р-17 (Р-17Э или R-300) и её модификации неоднократно применялись в региональных конфликтах.
Ракетные программы КНДР, Пакистана и Ирана использовали технологии Р-17 для создания своих ракет средней дальности.

### Война судного дня (1973)
Небольшое количество Р-17 было использовано Египтом против Израиля во время войны 1973 года.

### Ирано-иракская война (1980—1988)
Во время Ирано-иракской войны ракеты Р-17 активно применялась иракской стороной для атаки иранских объектов. 18 декабря 1981 года около дюжины ракет Р-17Е были выпущены по городам Дизфуль и Ахваз, в результате чего погиб как минимум 21 мирный житель и ранено более 100.

### Война в Афганистане (1979—1989)
Более 2000 ракет использовала советская армия в Афганской войне. После вывода советских войск Р-17 продолжали использоваться афганской армией. 20 апреля 1991 года три ракеты упали на рынок в городе Асадабад, убив около 300 и ранив от 500 до 700 человек.

### Война в Персидском заливе (1991)

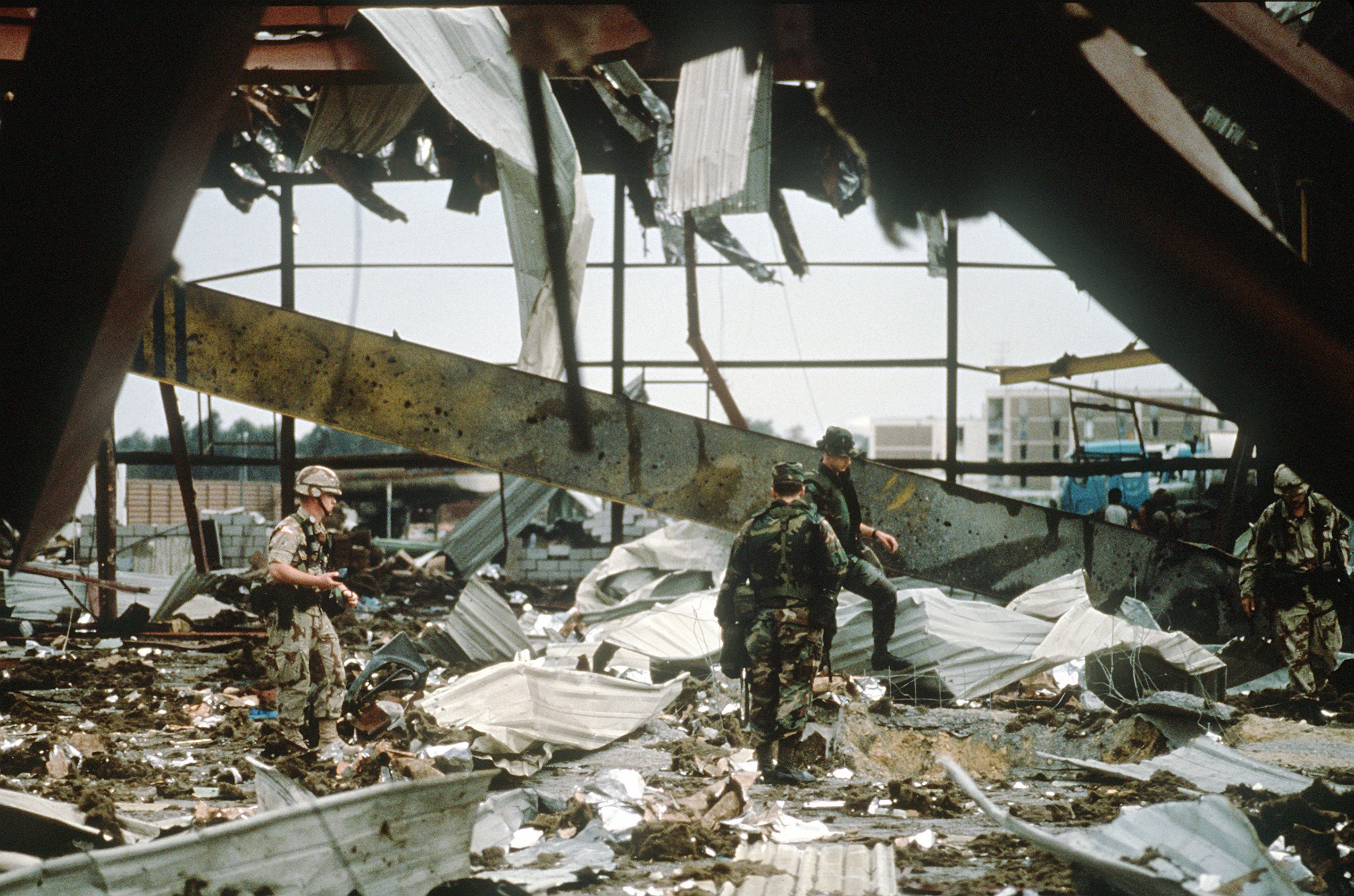
Развалины американских казарм в Саудовской Аравии, после попадания иракской ракеты

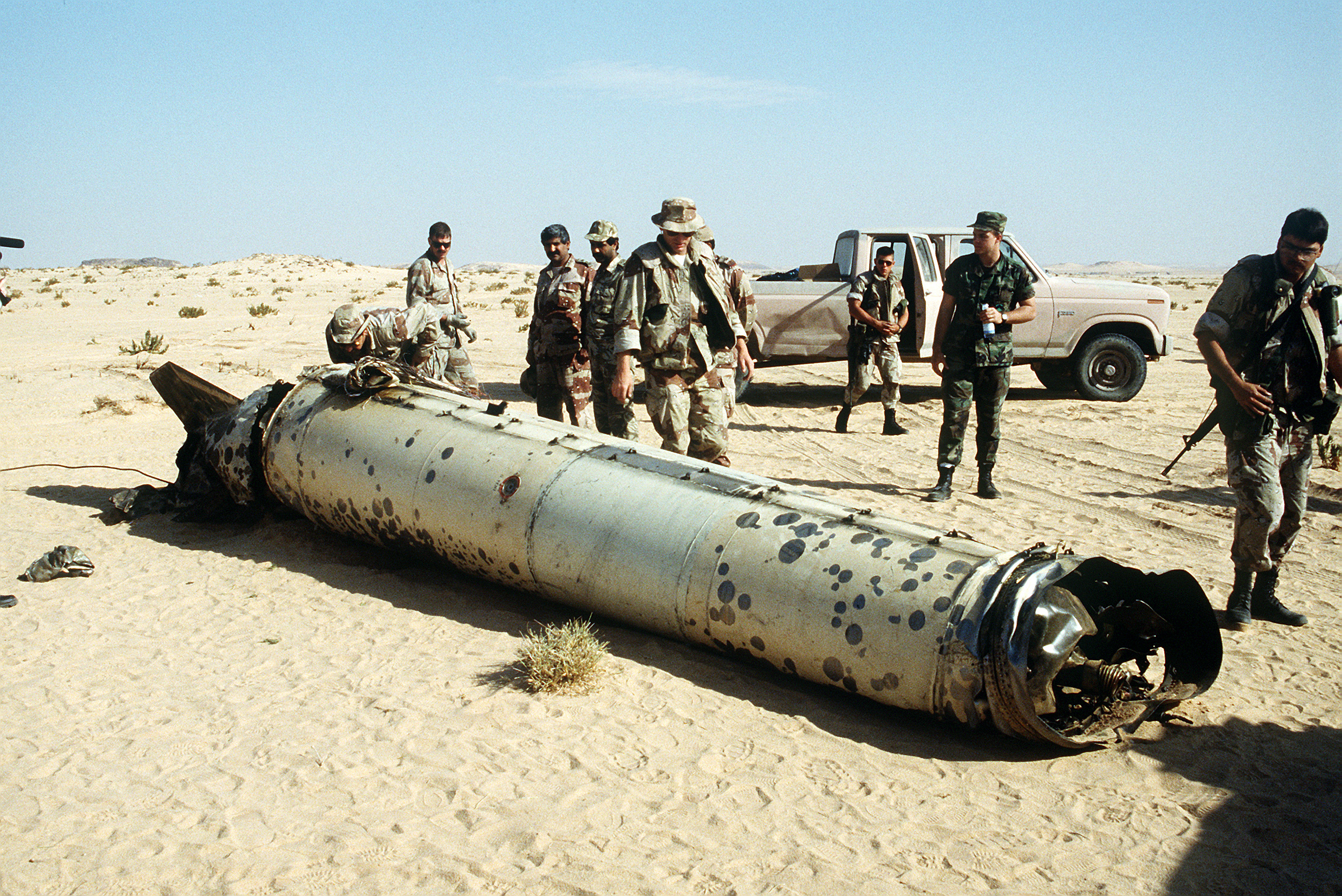
Военные осматривают иракскую ракету, сбитую ЗРК MIM-104 «Пэтриот» во время операции «Буря в пустыне»

После бомбардировки иракского ядерного реактора израильской авиацией в 1981 году в Ираке был разработан план «неминуемого ответного удара» в случае любого израильского вторжения. План в себя включал нанесение удара из западной части Ирака баллистическими ракетами «Аль-Хусейн» (модифицированные Р-17). Модификация заключалась в увеличении дальности полёта ракеты до 650 километров, за счёт снижения веса боевой части с 1 тонны до 500 кг и, соответственно, снижение точности. К началу апреля 1990 года развёртывание ракет в западной части Ирака было полностью завершено. 31 июля 1990 года, перед войной с Кувейтом, ракетные части были приведены в полную боевую готовность.
Ракетные войска Ирака перед войной в Персидском заливе состояли из 223-й и 224-й ракетных бригад (ракеты «Аль-Хусейн», Р-17) и 225-й и 226-й бригад (ракеты «Рад», «Луна») под командованием генерал лейтенанта аль-Аюби. После захвата Кувейта был разработан план нанесения ракетного удара по расположению коалиционных сил в Саудовской Аравии. В начале декабря 1990 года, перед вторжением войск коалиции, был проведён тренировочный пуск ракеты.
Во время войны в Персидском заливе в 1991 году иракцы обстреливали ракетами «Аль-Хусейн» территории не участвовавшего в войне Израиля (43 пуска, 40 успешных), Саудовской Аравии (48 пусков, 44 успешных), Катара (1 пуск) и Бахрейна (1 пуск). Всего было запущено 93 ракеты, 5 ракет сошли с траектории во время начала запуска и 2 во время полёта. Утверждается, что во время войны в Персидском заливе Ирак использовал только свои модификации ракет Р-17, а не предоставленные СССР.
Обстрел ракетами «Аль-Хусейн» привёл к большим разрушениям в Израиле и Саудовской Аравии. В Израиле было разрушено 11727 квадратных метров различных строений, в Саудовской Аравии разрушения достигали 17865 квадратных метров, ущерб исчислялся сотнями миллионов долларов. Из-за своевременного предупреждения о ракетных обстрелах значительных жертв удалось избежать. Но в свою очередь при обстрелах заявлялось что ракеты снаряжены химическим оружием, что сеяло панику в городах, многие люди задохнулись в противогазах, так как не умели ими пользоваться. Количество жертв от психологического эффекта обстрела баллистическими ракетами было велико, только в Израиле погибли и покончили с собой около 70 человек и ещё 818 испытали психологический шок. При этом ни одна выпущенная ракета не была снаряжена химическим оружием.
По данным израильской стороны две трети из запущенных ракет упали в ненаселённой территории, экономический ущерб от разрушений составил 250 миллионов долларов. Было полностью разрушено или серьёзно повреждено 1525 зданий и уничтожено 50 автомашин. В результате ракетных обстрелов территории Израиля были убиты 4 человека и 273 получили ранения. В результате обстрелов территории Саудовской Аравии было разрушено несколько десятков зданий, уничтожено несколько десятков автомашин, 1 человек погиб и 65 были ранены. Также были задеты два аэродрома (осколочные повреждения получили истребитель F-15C (22.01.91, р/н 83-0026) и самолёт-разведчик RC-135V (25.01.91, р/н 64-14846)). Значимый по количеству пострадавших результат был лишь у одной атаки — ракета попала в американские казармы в городе Дхарам, в результате чего погибли 28 американских солдат и 110 получили ранения. Таким образом, в общей сумме ударами модифицированных Р-17 были убиты 35 человек, преимущественно военных, ранены 448.

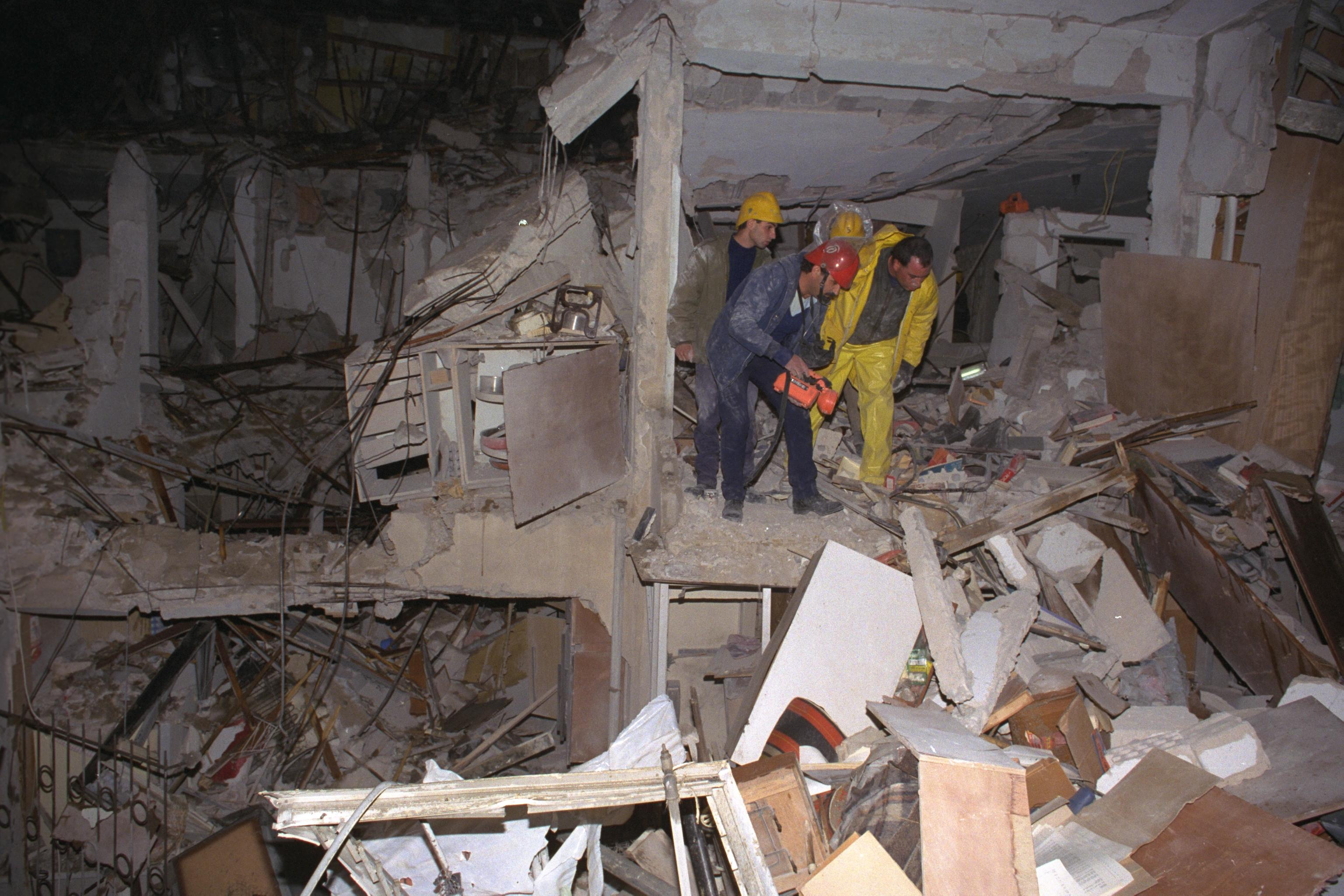
Жилой дом на улице Узиель в Рамат-Гане после поражения иракской ракетой

 Для отражения атак были применены американские зенитно-ракетные комплексы «Пэтриот», об эффективности применения которых существуют противоречивые утверждения. По израильским данным, в зоны действия «Пэтриотов» попали не более 47 ракет «Аль-Хусейн», по которым было выпущено в общей сложности 158 противоракет. Согласно данным Министерства Обороны Израиля, «Пэтриотам», несмотря на перерасход противоракет (в том числе случай с расходом 28 единиц на цель), удалось перехватить не более 20 % запущенных иракцами ракет. В других источниках данные сильно варьируются (от 9 % по оценкам Контрольной Палаты Администрации США до 36 % в российских источниках, в американских источниках сейчас указываются цифры до 52-80 %, во время войны назывались также цифры до 100 %). Современные израильские исследования говорят о том, что над Израилем не удалось сбить ни одной ракеты, а сообщения в радио об одной сбитой «Аль-Хусейн» так и не получили подтверждения. Столь различные данные связаны с объективной сложностью оценки результатов стрельб — даже близкие подрывы ЗУР «Пэтриот» не уничтожали боеголовки «Аль-Хусейн», а лишь отклоняли их от курса. В этих условиях, учитывая низкую собственную точность ракет «Аль-Хусейн», критерий причисления поражённых ракет к «сбитым» носит субъективный характер. При этом часть противоракет «Пэтриот» упали на жилые кварталы в израильских городах, причинив значительные разрушения.
В качестве одной из причин сравнительно низкой эффективности ЗУР «Пэтриот» указываются проблемы конструкции ракет «Аль-Хусейн»: из-за удлинённого корпуса ракета теряла стабильность на заключительном участке траектории и разрушалась при повторном входе в атмосферу. Таким образом, вместо перехвата одной цели, операторам «Пэтриот» приходилось выбирать, какой из падающих обломков атаковать. Обычно целями становились самые большие обломки: боеголовка, топливный бак или двигательный отсек. При успешном поражении одного из обломков падение оставшихся могло привести к существенным разрушениям на земле, даже если боеголовка не детонировала.
Согласно иракским источникам, были задействованы 14 мобильных пусковых установок, ещё 78 установок представляли собой муляжи, либо списанные ПУ «Луна-М». Генерал Хазим Абдул Раззак аль-Аюби докладывал Саддаму Хусейну, что ни одна мобильная ПУ не была поражена, даже не пострадал ни один муляж. Использование иракских модификаций ракет Р-17 против Израиля преподносилось правительством Хусейна, как один из главных успехов армии в войне в Персидском заливе.
Коалиция приложила значительные усилия к уничтожению пусковых установок: для поиска ПУ авиация совершила 1500 боевых вылетов, а на суше поиск осуществляли группы SOF и SAS. Несмотря на это, в американских источниках количество уничтоженных мобильных ПУ оценивается от нуля до нескольких единиц. После завершения войны Специальная комиссия ООН доложила, что в арсенале Ирака оставались 62 ракеты «Аль-Хусейн», 12 ПУ на шасси МАЗ-543, 7 ПУ «Аль-Нидаль» и «Аль-Валид».

### Гражданская война в Йемене (1994)
Во время гражданской войны в Йемене в 1994 году ракеты типа Р-17 применяли как силы Демократической Республики Йемен, так и правительственные вооружённые силы.

### Вторая чеченская война (1999—2001)
В сентябре 1999 года на базе 60-го учебного центра боевого применения ракетных войск сухопутных войск (в/ч 42202, Капустин Яр, площадка 71) для участия в боевых действиях на Кавказе была сформирована в/ч 97211 (630-й отдельный ракетный дивизион), на вооружении которой состоял ракетный комплекс 9К72. Командир дивизиона подполковник Захарченко И. И..
Дислоцировался 630-й ордн в районе бывшей станицы Русской на границе с Чечнёй, и в ходе ведения боевых действий в период с 1 октября 1999 года по 15 апреля 2001 года произвел 250 пусков ракет 8К14-1. Были отстреляны ракеты, в том числе и просроченные, при этом ни одного отказа зафиксировано не было.
После израсходования запаса ракет дивизион сдал технику на базу хранения и в апреле 2001 года был передислоцирован на 71-ю площадку полигона Капустин Яр. В 2005 году 630-й ордн первым в РФ получил комплекс 9К720 «Искандер».

### Война между Саудовской Аравией и хуситами в Йемене (2015)
6 июня 2015 года агентство «Рейтер» со ссылкой на источники в Саудовской Аравии (КСА) сообщило о пуске йеменскими повстанцами ракеты типа Р-17 по цели на территории КСА. Официально, Эр-Рияд сообщил, что ракета была перехвачена системой ПВО «Пэтриот». Однако, по данным французских и иранских источников, на самом деле в этот день повстанцы-хуситы сумели запустить по территории Саудовской Аравии 12 ракет типа  Р-17, и только три из них были сбиты ПВО, а остальные или поразили намеченные цели или упали в безлюдной местности; причём в ходе этой операции погиб начальник главного штаба ВВС Саудовской Аравии Мохаммед аль-Шаалан.
30 июня 2015 года Йеменское агентство SABA информировало о пуске ОТРК 9К72Э «Эльбрус» по цели на территории КСА. Сообщалось, что цель успешно поражена.
26 августа 2015 года ряд источников сообщили о запуске хуситами «до трёх» ракет типа  Р-17 по целям в Саудовской Аравии. Возможно некоторые ракеты были перехвачены системой ПВО «Пэтриот».

### Вторая Карабахская война
По данным Азербайджана, 10 октября 2020 года армянская сторона в ходе второй Карабахской войны применила ОТРК «Эльбрус» по аэродрому в городе Гянджа. Удар пришёлся по территории проживания гражданского населения. В результате разрушено до 10 домов, погибли 10 и ранено свыше 40 мирных жителей. 17 октября 2020 года жилые кварталы Гянджи поразила ещё одна ракета Р-17, в результате погибло 14 и было ранено 55 человек. По данным Азербайджана, всего в ходе конфликта, армянская сторона выпустила 13 ракет «Эльбрус»

## На вооружении

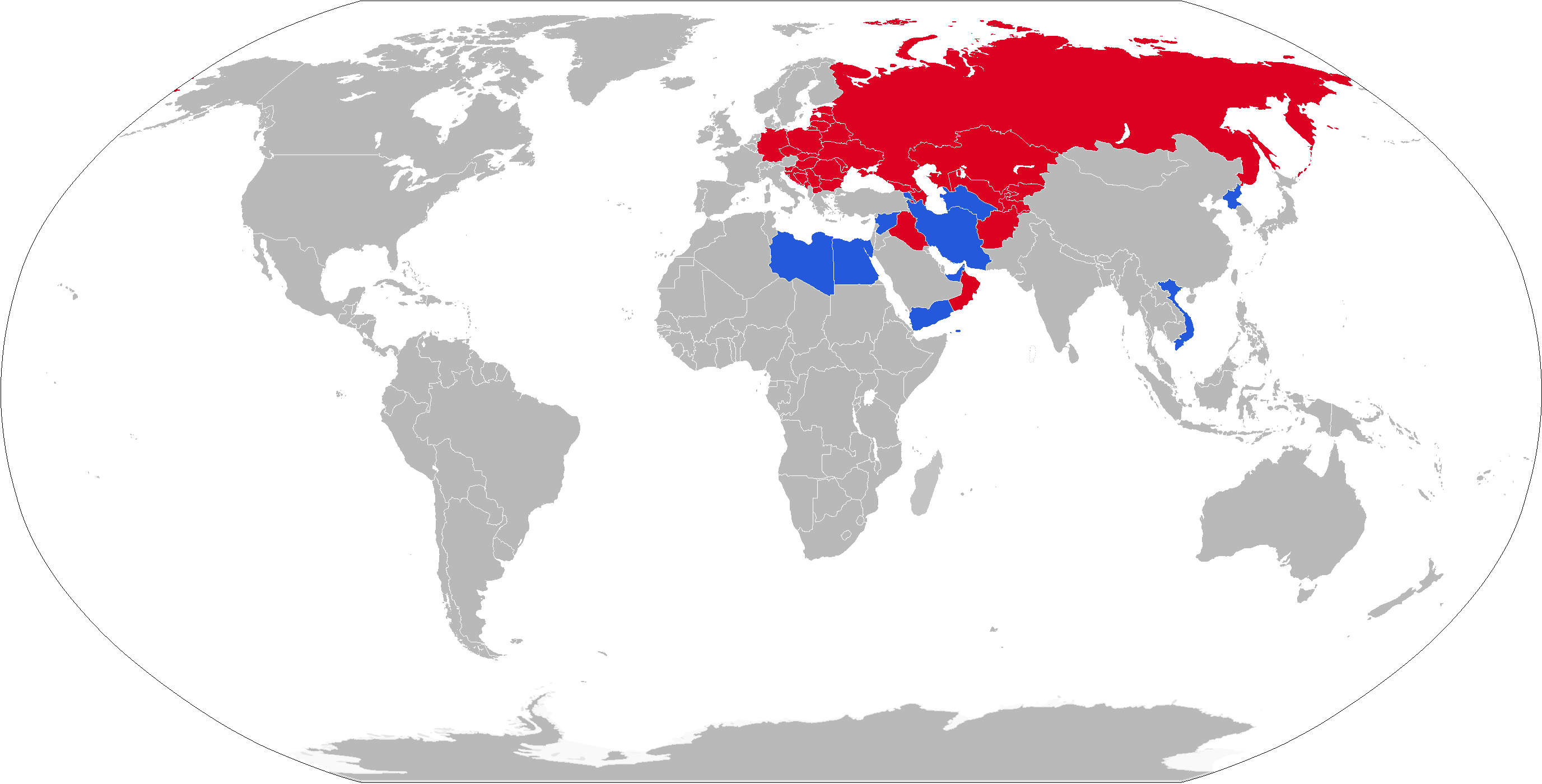
Карта операторов Р-17 «Эльбрус»

### Действующие операторы
- Армения — 8 ПУ 9К72 «Эльбрус» (SS-1C Scud B), по состоянию на 2019 год[42]
- Белоруссия — 60 ПУ 9К72 «Эльбрус» (SS-1C Scud B), на 2019 год[43]
- Вьетнам — 24 ПУ 9К72 «Эльбрус» (SS-1C Scud B/C), на 2019 год[44][нужен лучший источник]
- Египет — 9 ПУ SS-1C Scud-B, на 2019 год[45]
- Иран — некоторое количество ПУ Shahab-1/Shahab-2 (Scud-B/Scud-C), по состоянию на 2020 год[46]
- Йемен — некоторое количество ПУ SS-1C Scud B, на 2019 год[47]
- КНДР— более 30 ПУ Hwasong-5 (SS-1C Scud B) и Hwasong-6 (SS-1D Scud-C), на 2019 год[48]
- Ливия — ПУ SS-1D Scud C и SS-1E Scud D используется на 2020 год[49]
- ОАЭ — 6 ПУ SS-1C Scud-B, на 2019 год[50]
- Сирия— некоторое количество ПУ SS-1C Scud B/C/D, на 2019 год[51]
- Туркмения — 1 бригада SS-1 Scud, на 2019 год[52]

### Прочие операторы
- Хезболла — SS-1D Scud C и SS-1E Scud D используется в Ливии по состоянию на 2016 год[53]

### Бывшие операторы
С 1988 года производство ракет 8К14 (8К14-1) на Воткинском заводе прекращено. С учётом того, что срок технической пригодности ракеты составляет 22 года (гироприборы подлежат замене после 20 лет эксплуатации), в настоящее время срок технической пригодности всех выпущенных на Воткинском заводе ракет истек. Это является основной причиной снятия ракет Р-17 с вооружения.
Кроме того, США рассматривают ракеты Р-17 как «оружие массового поражения» (один из компонентов ядерного оружия — носитель, так как ракета Р-17 способна нести боевую часть весом до тонны, что даёт возможность использовать её для доставки ядерных боеприпасов второго поколения (первые термоядерные заряды)), а потому предпринимаются активные усилия (методом политического давления и финансовой заинтересованности) к уничтожению имеющихся в мире ОТРК «Эльбрус». Так, США профинансировали уничтожение комплекса 9К72 на Украине, оказывали помощь в уничтожении техники и оборудования комплекса 9К72 в Венгрии, Болгарии, также планируют профинансировать уничтожение 8К14 в Ливии.
- Афганистан — с 1989 г. РК 9К72 состоял на вооружении ракетного батальона гвардии особого назначения Министерства государственной безопасности Республики Афганистан[61].
- Болгария, состоял на вооружении, по данным на 1995 год в составе трёх ракетных бригад имелось 35 ПУ[62]:
  - 46-й ракетной (артиллерийской технической) бригады (г. Самоков) — комплекс снят с вооружения и ликвидирован в 2002 году. По некоторым данным уничтожено 64 ракеты[59].
  - 56-й ракетной бригады (г. Карлово) Марино поле
  - 129-й ракетной (артиллерийской технической) бригады (г. Карлово) — по состоянию на 1989 год[63]
  - 66-й ракетной (артиллерийской технической) бригады (г. Ямбол) — по состоянию на 1989 год[63]
- Венгрия, состоял на вооружении MN 1480 (из состава 5-й смешанной ракетной бригады) Тапольца (венг. Tapolcá)[64]. MN 1480 прекратил своё существование в 1990 году, а в мае 1995 было завершено уничтожение (преимущественно методом подрыва)[58] имеющейся техники и оборудования комплекса 9К72. Последняя из восьми пусковых установок 9П117М1 в настоящее время экспонируется в парке-музее военной истории в Кецеле[65].
- ГДР, состоял на вооружении:
  - 5-й ракетной бригады «Bruno Leuschner» (Демен) — по состоянию на 1989 год[63]
  - 3-й ракетной бригады «Otto Schwab» (Таутенхайн) — по состоянию на 1989 год[63]
- Ирак — в 1974 году Ирак получил от СССР 11 пусковых установок и 819 ракет[66] (по другим данным — 888 ракет в период с 1975 по 1984 годы[67]). После поражения Ирака в войне в Персидском заливе, Специальная комиссия ООН доложила, что в иракском арсенале оставались 62 ракеты «Аль-Хусейн», 12 ПУ на шасси МАЗ-543, 7 ПУ «Аль-Нидаль» и «Аль-Валид»[29]. Вскоре Ирак приступил к ликвидации Р-17 и их модификаций собственного производства в соответствии с резолюцией ООН № 687[68]. По официальной информации, в 1991 году все ПУ и ракеты находились в процессе уничтожения[69].
- Ливия — 400 ракет[60], на 1997 год имелось 80 ПУ[70]
- Нагорно-Карабахская Республика — неизвестное количество ПУ 9К72 «Эльбрус» (SS-1C Scud B), по состоянию на 2020 год[71]
- ПНР, состоял на вооружении:
  - 3-й Варшавской оперативно-тактической ракетной бригады (Бедруско[пол.]) — по состоянию на 1989 год[63]
  - 2-й Померанской оперативно-тактической ракетной бригады (г. Хощно) — по состоянию на 1989 год[63]
  - 18-й Померанской оперативно-тактической ракетной бригады (г. Болеславец) — по состоянию на 1989 год[63]
  - 32-й Померанской оперативно-тактической ракетной бригады (г. Ожиш) — по состоянию на 1989 год[63]
- Россия — некоторое количество на хранении, по состоянию на 2016 год[72] количество ПУ, по состоянию на 1991—1992 годы оценивалось в 550 Scud-B/C[73].
- Румыния, состоял на вооружении:
  - 32-й оперативно-тактической ракетной бригады (г. Текуч) — по состоянию на 1989 год[63]
  - 37-й оперативно-тактической ракетной бригады (г. Инеу) — по состоянию на 1989 год[63]
- СССР: всего было произведено около 650 комплексов к концу 1990 года, из них гусеничных 56 единиц.[74] На 1991 год Р-17 находились в составе следующих формирований РВиА СВ:
  - 6-я ракетная бригада (6-я ОА);
  - 9-я ракетная бригада (кадра) (ОдВО);
  - 11-я ракетная бригада (8-я гв. ОА);
  - 21-я ракетная бригада (ЛенВО);
  - 22-я ракетная бригада (БелВО);
  - 27-я ракетная бригада (20-я гв. ОА);
  - 34-я ракетная бригада (ОдВО);
  - 35-я гвардейская ракетная Берлинская орденов Кутузова и Богдана Хмельницкого бригада (ПрикВО);
  - 36-я ракетная бригада (3-я ОА);
  - 38-я ракетная бригада (13-я ОА);
  - 47-я гвардейская ракетная Запорожско-Одесская ордена Ленина, Краснознамённая, орденов Суворова и Кутузова бригада (СКВО);
  - 76-я ракетная бригада (7-я ТА);
  - 90-я ракетная бригада (ЗакВО);
  - 95-я ракетная бригада (МВО);
  - 99-я ракетная бригада (кадра) (12-й АК);
  - 106-я ракетная Краснознамённая, ордена Кутузова бригада (ОдВО);
  - 112-я гвардейская ракетная Новороссийская ордена Ленина, дважды Краснознамённая, орденов Суворова, Кутузова, Богдана Хмельницкого и Александра Невского бpигaдa (2-я Гв. ТА);
  - 114-я гвардейская ракетная Оршанская орденов Суворова и Кутузова бригада (СГВ);
  - 119-я ракетная бригада (ЗакВО);
  - 131-я ракетная Режицкая ордена Суворова бригада (ЛенВО);
  - 136-я ракетная Свирская ордена Богдана Хмельницкого бригада (4-я ОА);
  - 149-я ракетная Севастопольская Краснознамённая, орденов Кутузова и Александра Невского бригада (ПрибВО);
  - 152-я гвардейская ракетная Брестско-Варшавская ордена Ленина, Краснознамённая, ордена Кутузова бригада (ПрибВО);
  - 162-я ракетная бригада (КВО);
  - 164-я ракетная бригада (ЗГВ);
  - 173-я ракетная бригада (14-я гв. ОА);
  - 175-я гвардейская ракетная Ясская бригада (ЗГВ);
  - 176-я ракетная бригада (7-я гв. ОА);
  - 181-я гвардейская ракетная Новозыбковская Краснознамённая, орденов Суворова и Александра Невского бригада (1-я гв. ОА).[75]
- Украина — комплекс снят с вооружения в 2007 году, 12 апреля 2011 года завершена его утилизация. Согласно некоторым источникам[76], было утилизировано 185[77] боевых ракет, 50 пусковых установок и остальное оборудование и техника. При этом до 1998 года на вооружении Вооружённых Сил Украины имелось 117 пусковых установок Р-17, 63 из них демонтированы по состоянию на 2005 год[78].
- Чехословакия, состоял на вооружении:
  - 311-я оперативно-тактическая ракетная бригада (г. Йинце[англ.]) — по состоянию на 1989 год[63]
  - 321-я оперативно-тактическая ракетная бригада (г. Рокицани) — по состоянию на 1989 год[63]
  - 331-я оперативно-тактическая ракетная бригада (г. Йичин) — по состоянию на 1989 год[63]

## Музейные экспонаты
- Музейный комплекс УГМК, г. Верхняя Пышма, Свердловская область.
- Дмитровский филиал МГТУ им. Н. Э. Баумана, Орево

### Русскоязычные ресурсы
- Карпенко А. Неисчерпаемый потенциал 9К72 // Газета «Военно-промышленный курьер». — М., 2012. — Вып. 452, № 35.
- Оперативно-тактический ракетный комплекс 9К72 «Эльбрус». Информационная система «Ракетная техника». Дата обращения: 15 ноября 2009. Архивировано 15 февраля 2012 года.
- Баллистические ракеты малой дальности Р-17 - SS-1 C/D/E SCUD-B/C/D (1959 г.). Military.Tomsk.ru Отечественная военная техника (после 1945 г.) (2009). Дата обращения: 15 ноября 2009. Архивировано 15 февраля 2012 года.
- Ракетный комплекс 9К72. сайт «Ракетный комплекс 9К72». Дата обращения: 15 ноября 2009. Архивировано из оригинала 16 июля 2008 года.
- Оперативно тактический комплекс 8К14 Р-17 SS-1C "Scud-B" Р-17В 9К72 Р-17М SS-1D "Scud-C" SS-1E "Scud-D". проект "Капустин Яр. История, техника, люди". Дата обращения: 15 ноября 2009.
- Бобрышев Ю. А. Так рождался знаменитый «Скад» // Научно-технический журнал «Двигатель». — М., 2005. — Вып. 39, № 3.
- Бобрышев Ю. А. Так рождался знаменитый «Скад» // Научно-технический журнал «Двигатель». — М., 2005. — Вып. 40, № 4.
- Бобрышев Ю. А. Так рождался знаменитый «Скад» // Научно-технический журнал «Двигатель». — М., 2005. — Вып. 42, № 6.

### Иноязычные ресурсы
- Operativ-taktisches Raketensystem 9K72 (нем.). Raketen- und Waffentechnischer Dienst im Kdo. MB III. Дата обращения: 15 ноября 2009. Архивировано 15 февраля 2012 года.
- The Soviet "Scud" missile family (англ.). сайт Норберта Брюгге. Дата обращения: 15 ноября 2009. Архивировано из оригинала 15 февраля 2012 года.
- SS-1 'Scud' (R-11/8K11, R-11FM (SS-N-1B) and R-17/8K14) (англ.). Оф. сайт Jane's Information Group. Дата обращения: 15 ноября 2009.